# Melanopsin
Melanopsin je fotopigment nađen u specijalizovanim fotosenzitivnim ganglionim ćelijama mrežnjače, koji učestvuju u regulaciji cirkadijalnih ritmova, refleksa zenice na svetlo, i drugih ne-vizuelnih responsa na svetlost. Strukturno, melanopsin je opsin, član familije G protein spregnutih receptora. Za melanopsin se smatra da posreduje vezu između senzitivnosti na svetlo i migrenskog bola.
Melanopsin se razlikuje od drugih opsinskih fotopigmenta kičmenjaka. On nalikuje beskičmenjačkim opsinima u više pogleda, uključujući njegovu aminokiselinsku sekvencu i nizvodnu signalnu kaskadu. Poput beskičmenjačkih opsina, melanopsin je bistabilni fotopigment, sa intrinsičnom fotoizomeraznom aktivnošću,. On prenosi signal putem Gq familije G-proteina.

## Otkriće i funkcija
Melanopsin je otkrio Ignacio Provencio et al. 1998 u specijalizovanim na svetlost senzitivnim ćelijama kože žabe frog skin. Rasel Foster je 1999. pokazao da ova klasa fotoreceptora postoji u očima sisara. Provencio je 2000. pokazao da sisari takođe proizvode melanopsin i da se on može naći samo u jednom retkom tipu retinalnih ganglionih ćelija.
Prva merenja svetlostnih responsa ganglionih ćelija koje sadrže melanopsin je uradio David Berson et al. sa Broun univerziteta.
Oni su takođe pokazali da su ti responsi persistentni kad farmakološkim agensima blokira sinaptička komunikacija u mrežnjači, i kad se ganglionska ćelija koja sadrži melanopsin fizički izoluje. Ti nalazi su pokazali da su ćelije koje sadrže melanopsin intrinzično fotosenzitivne, i stoga su nazvane: fotosenzitivne retinalne ganglionske ćelije (ipRGC). One sačinjavaju treću klasu fotoreceptorskih ćelija u mrežnjači sisara, pored štapićastih i kupastih fotoreceptora.

## Literatura
1. ↑  Melanopsin-Containing or Non-Melanopsin-Containing Retinal Ganglion Cells Response to Acute Ocular Hypertension With or Without Brain-Derived Neurotrophic Factor Neuroprotection.

Rovere G1, Nadal-Nicolás FM2, Wang J3, Bernal-Garro JM2, García-Carrillo N4, Villegas-Pérez MP2, Agudo-Barriuso M2, Vidal-Sanz M2.
2. ↑  https://www.ncbi.nlm.nih.gov/pubmed/27930778
3. ↑  Jennifer Couzin-Frankel (2010). „Why Light Makes Migraines Worse - ScienceNOW”. Архивирано из оригинала 14. 08. 2011. г. Приступљено 03. 04. 2011.
4. ↑  Panda S, Nayak SK, Campo B, Walker JR, Hogenesch JB, Jegla T (2005). „Illumination of the melanopsin signaling pathway”. Science. 307 (5709): 600—4. PMID 15681390. doi:10.1126/science.1105121.
5. ↑  Provencio I, Jiang G, De Grip WJ, Hayes WP, Rollag MD (1998). „Melanopsin: An opsin in melanophores, brain, and eye”. Proc. Natl. Acad. Sci. U.S.A. 95 (1): 340—5. PMC 18217 . PMID 9419377. doi:10.1073/pnas.95.1.340.
6. ↑  Berson DM, Dunn FA, Takao M (2002). „Phototransduction by retinal ganglion cells that set the circadian clock”. Science. 295 (5557): 1070—3. PMID 11834835. doi:10.1126/science.1067262.
7. ↑  Qiu X; Kumbalasiri T; Carlson SM;  . (2005). „Induction of photosensitivity by heterologous expression of melanopsin”. Nature. 433 (7027): 745—9. PMID 15674243. doi:10.1038/nature03345.